# Burg-Friedhof

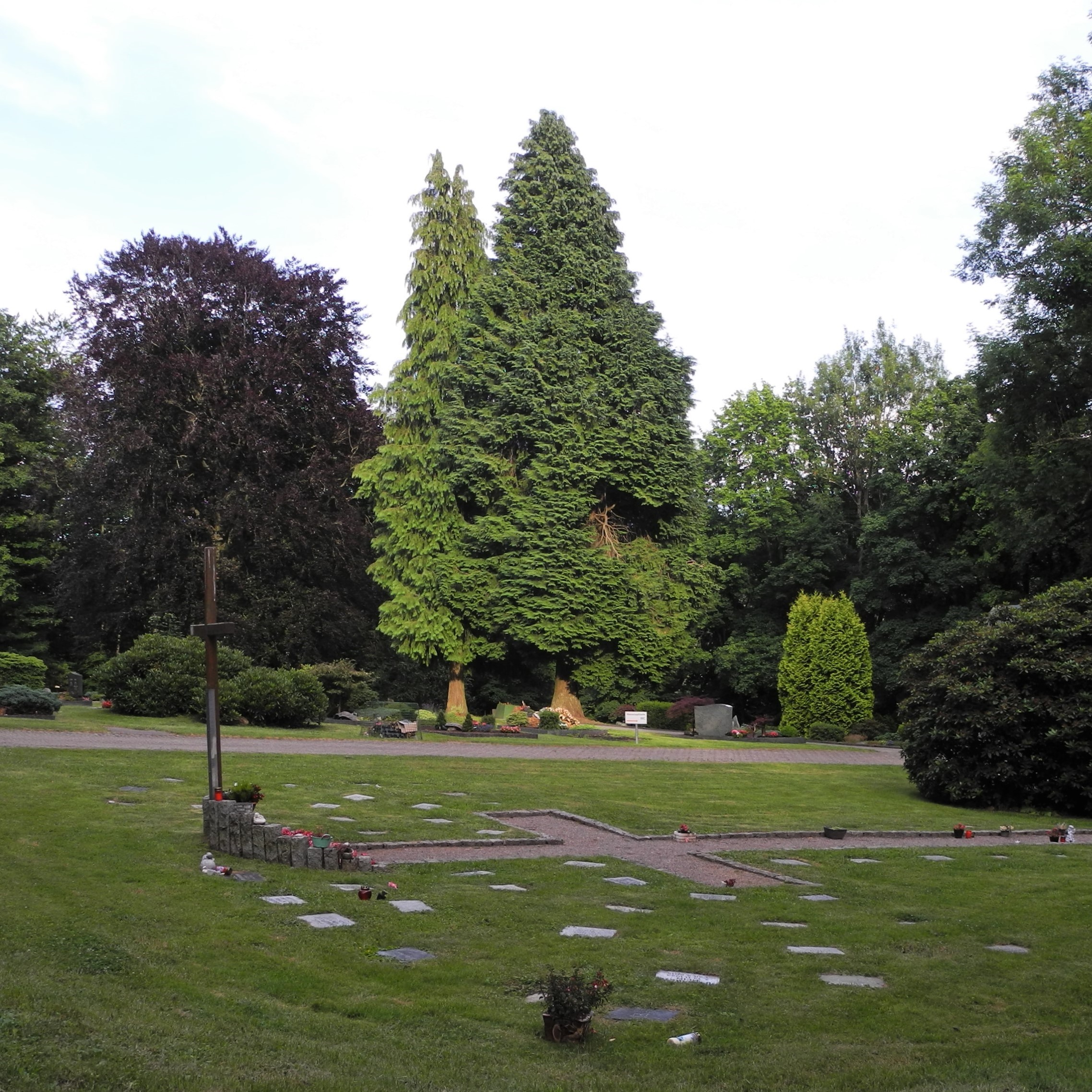
Burg-Friedhof von Westen

Der Burg-Friedhof, bis 2015 evangelischer Friedhof Burg, ist der kleinste der drei Kommunalfriedhöfe in der bergischen Großstadt Solingen. Er geht auf einen im 19. Jahrhundert angelegten evangelischen Friedhof der Kirchengemeinde Wermelskirchen zurück, der Ende 2015 von der Stadt Solingen übernommen wurde.

## Lage und Beschreibung
Der Friedhof befindet sich im Südosten der Stadt Solingen im dortigen Stadtteil Burg an der Wupper. Er liegt abseits der geschlossenen Bebauung an der Burger Höhe am Rande des Waldstücks Jagenberg. Zugänglich ist er über den nach ihm benannten Friedhofsweg, der von der östlich verlaufenden Landesstraße 407 abzweigt, der Burger Landstraße. Am Eingang Friedhofsweg befindet sich auch ein kleiner Parkplatz. Der Friedhof ist rundherum von Wald umgeben.
Der Burg-Friedhof umfasst 300 Gräber. Er verfügt über eine ovale Kapelle mit freistehendem Glockenturm, dessen Stahlgerüst an die Müngstener Brücke erinnert. Angeboten werden Urnen- und Sargbestattungen, ein Begräbniswald und Kolumbarien.

## Geschichte

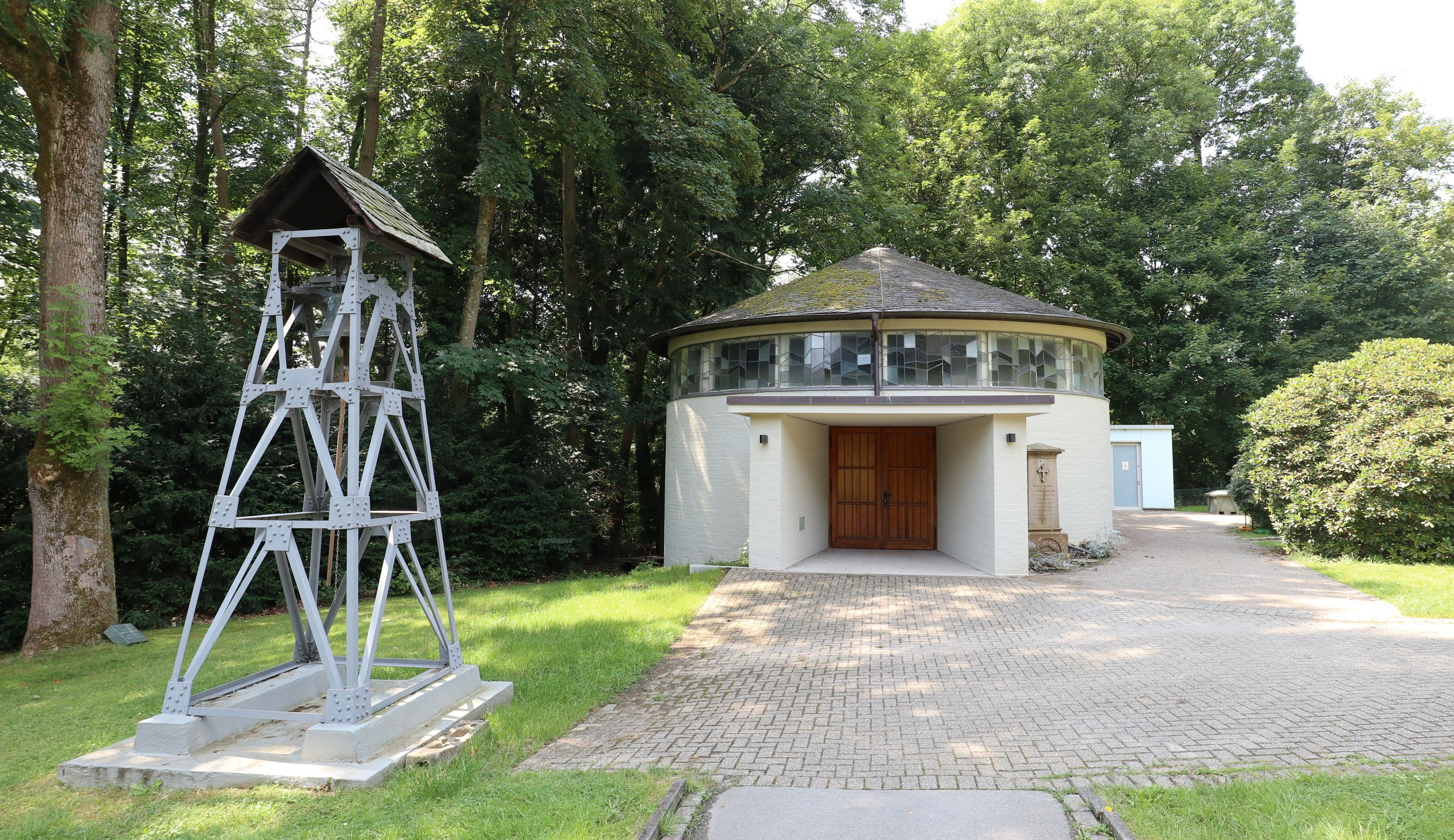
Friedhofskapelle mit Glockenturm

Die Toten in Burg evangelischen Glaubens wurden ab 1744 auf dem alten evangelischen Friedhof direkt neben der evangelischen Kirche in Unterburg begraben. Die Katholiken wurden auf dem Friedhof von St. Martinus in Oberburg am Rande von Schloss Burg begraben. Ab Mitte des 19. Jahrhunderts wurde an der Burger Höhe außerhalb der Stadt ein neuer und größerer evangelischer Friedhof eingeweiht. Für die Bewohner ohne Konfession betrieb die Stadt Burg an der Wupper einen kleinen Kommunalfriedhof mitten im Wald zwischen dem evangelischen Friedhof und der Ringwallanlage Galapa (Lage). Dieser lag jedoch so abgeschieden, dass er nur schwer erreichbar war und wies zudem mit seiner Hanglage eine ungünstige Topografie auf. 
Aufgrund rückläufiger Bestattungszahlen plante die evangelische Kirchengemeinde Wermelskirchen, den evangelischen Friedhof Burg zu schließen. Ende 2015 übernahm die Stadt Solingen den Friedhof und widmete ihn zum Kommunalfriedhof um. Der alte Kommunalfriedhof mitten im Wald wurde im Gegenzug 2024 aufgelassen. Die Technischen Betriebe Solingen als Betreiber des neuen Friedhofs schufen mit einem Begräbniswald und einem Kolumbarium neue Bestattungsangebote und sanierten die Kapelle.

## Denkmalschutz
Auf dem Burg-Friedhof befinden sich zwei Grabmale aus dem 19. Jahrhundert, die in die Liste der Baudenkmäler in Solingen eintragen wurden. Dabei handelt es sich um das Grabmal Jörgens (Lage) im Zentrum des Friedhofs sowie das Grabmal van Randenborgh (Lage) neben der Friedhofskapelle. Beide wurden am 5. Dezember 1984 unter der laufenden Nummer 336 in die Denkmalliste eingetragen. Darüber hinaus stehen 15 Grabplatten sowjetischer Opfer des Zweiten Weltkriegs unter Denkmalschutz, die sich bis zur Umbettung der Gräber 2021 auf dem alten Kommunalfriedhof Burg befunden haben (siehe Kriegsgräberstätte).

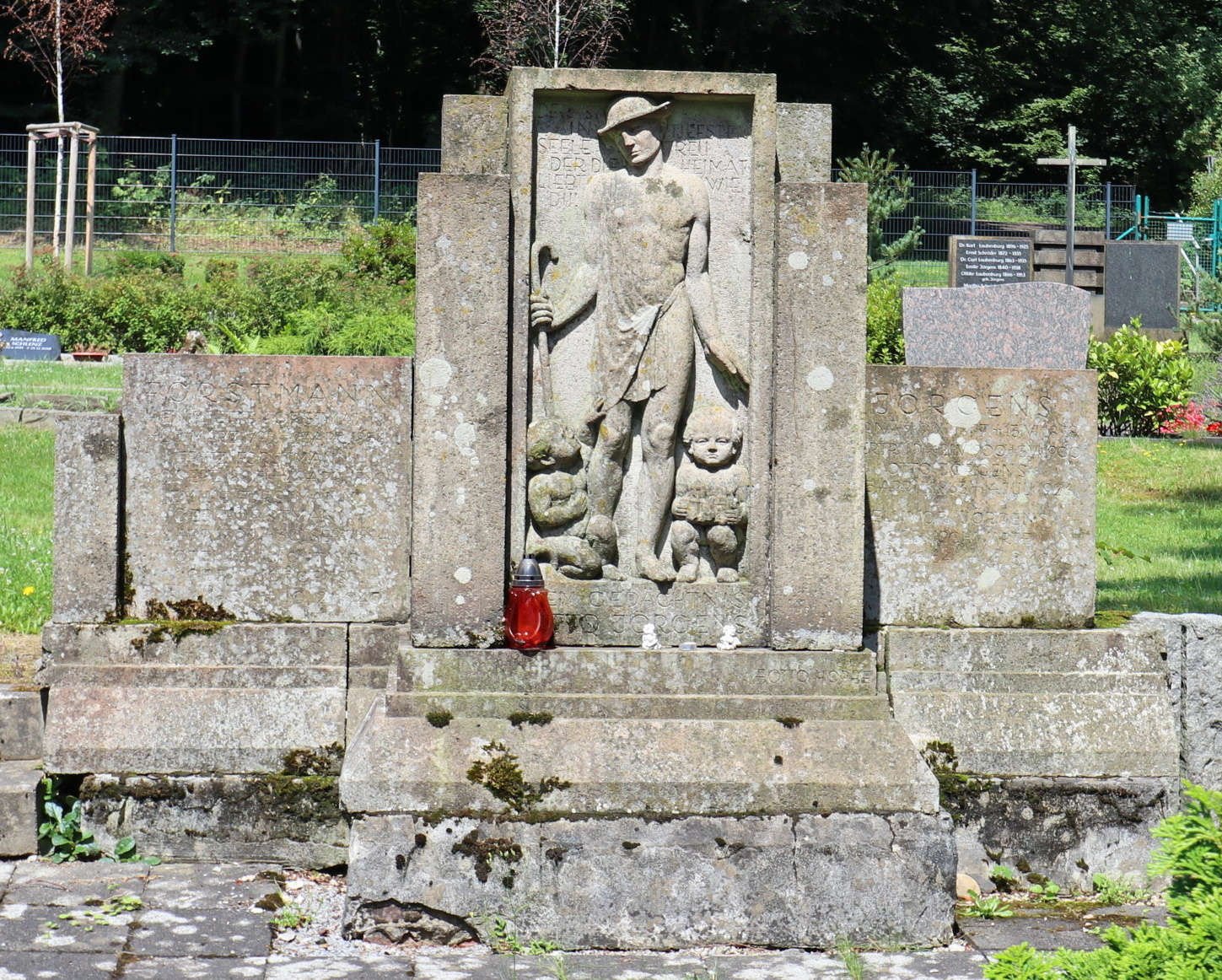
Grabmal Jörgens
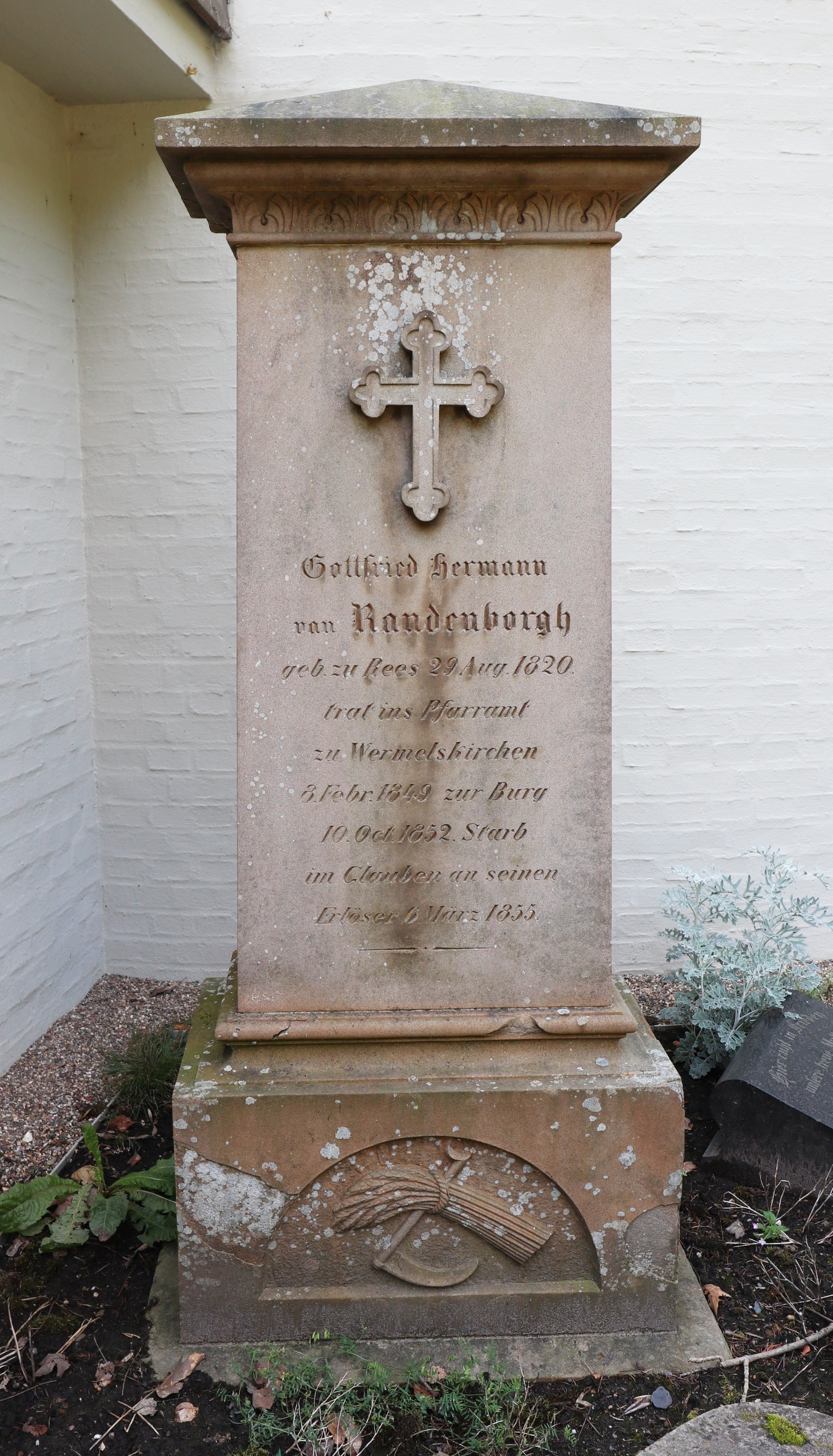
Grabmal van Randenborgh

## Kriegsgräberstätte
Auf dem Burg-Friedhof ruhen drei deutsche Kriegsgefangene aus dem Zweiten Weltkrieg.
Im Jahr 2021 wurde vom alten Kommunalfriedhof Burg ein Gräberfeld mit 15 ausländischen Opfern des Nationalsozialismus zum neuen Burg-Friedhof umgebettet. Dabei handelt es sich um 12 Zwangsarbeiter, zwei Kinder und ein Opfer eines Todesmarsches. Drei Informationstafeln erinnern vor Ort an das Schicksal der Opfer.